# Lista de prêmios e indicações recebidos por Ha*Ash
Esta é uma lista de de prêmios e indicações recebidos por Ha*Ash, uma dupla norte-americana de música pop country, composta pelas irmãs Hanna Nicole e Ashley Grace, que consiste em 38 troféus ganhos com mais de 62 indicações.

## Academia Nacional de la Música
Academia Nacional de la Música em México (ANAMUSA).
| Ano  | Recipiente | Categoria            | Resultado |
| ---- | ---------- | -------------------- | --------- |
| 2004 | Ha*Ash     | Artista jovem do ano | Venceu    |

## ASCAP
O ASCAP Pop Music Award é um prêmio americano criado em 1984 pela ONG ASCAP, nessa cerimônia, vence as cinco músicas pop/dance que mais receberam downloads pagos da internet a cada ano.
| Ano  | Recipiente          | Categoria       | Resultado |
| ---- | ------------------- | --------------- | --------- |
| 2009 | «No te quiero nada» | Canção favorito | Venceu    |

## Billboard Latin Music Awards
O Billboard Music Awards é um prêmio americano criado em 1990 pela revista Billboard.
| Ano  | Recipiente          | Categoria                                     | Resultado |
| ---- | ------------------- | --------------------------------------------- | --------- |
| 2009 | «No te quiero nada» | Canção favorito                               | Indicado  |
| 2016 | Ha*Ash              | Canção Latina Artista Pop do Ano Duo ou Grupo | Indicado  |

## Fans Choice Awards
O Fans Choice Awards é uma premiação mexicana que reconhece as melhores tardes de autógrafos e showcases realizados no México.
| Ano  | Recipiente | Categoria           | Resultado |
| ---- | ---------- | ------------------- | --------- |
| 2015 | Ha*Ash     | Pop                 | Indicado  |
| 2016 | Ha*Ash     | Pop                 | Indicado  |
| 2018 | Ha*Ash     | Pop                 | Indicado  |
| 2021 | Ha*Ash     | Concierto Streaming | Indicado  |
| 2021 | Ha*Ash     | Pop Duo             | Venceu    |

## Festival Internacional da Canção de Viña del Mar
O Festival Internacional da Canção de Viña del Mar é um festival musical organizado anualmente durante o mês de fevereiro na cidade de Viña del Mar, Chile. O Festival de Viña del Mar ou Festival de Viña é organizado desde 1960 e é o festival musical mais importante da América Hispânica e um dos mais importantes da América Latina.
| Ano  | Recipiente   | Categoria        | Resultado |
| ---- | ------------ | ---------------- | --------- |
| 2018 | Ashley Grace | Rainha Popular   | Venceu    |
| 2018 | Ha*Ash       | Gaviota de Plata | Venceu    |
| 2018 | Ha*Ash       | Gaviota de Oro   | Venceu    |

## Irresistible Awards Fanta
| Ano  | Recipiente            | Categoria           | Resultado |
| ---- | --------------------- | ------------------- | --------- |
| 2012 | «Te dejo en libertad» | Canção Irresistível | Venceu    |

## Kids Choice Awards México
Kids Choice Awards Mexico é a versão mexicana do Kids Choice Awards que prestigia artistas da música, cinema e esporte.
| Ano  | Recipiente | Categoria                              | Resultado |
| ---- | ---------- | -------------------------------------- | --------- |
| 2011 | Ha*Ash     | Grupo Pop ou Duo do Ano                | Venceu    |
| 2012 | Ha*Ash     | Filantropia (Save the children)        | Venceu    |
| 2013 | Ha*Ash     | Grupo Pop ou Duo do Ano                | Indicado  |
| 2016 | Ha*Ash     | Agentes da Mudança (Foundation Ha*ash) | Venceu    |
| 2016 | Ha*Ash     | Agents of Change(Foundation Ha*ash)    | Venceu    |
| 2018 | Ha*Ash     | Artista Nacional                       | Indicado  |

## Lunas del auditorio
Lunas del auditorio em México.
| Ano  | Recipiente | Categoria               | Resultado |
| ---- | ---------- | ----------------------- | --------- |
| 2013 | Ha*Ash     | Grupo Pop ou Duo do Ano | Indicado  |
| 2015 | Ha*Ash     | Grupo Pop ou Duo do Ano | Indicado  |
| 2016 | Ha*Ash     | Grupo Pop ou Duo do Ano | Indicado  |
| 2017 | Ha*Ash     | Grupo Pop ou Duo do Ano | Indicado  |
| 2019 | Ha*Ash     | Grupo Pop ou Duo do Ano | Indicado  |

## MTV Awards

### MTV Europe Music Awards
O MTV Europe Music Awards (EMA) é a versão europeia do VMA, criado em 1994. Em 2008 ele ocorreu em Liverpool, Inglaterra.
| Ano  | Recipiente | Categoria                 | Resultado |
| ---- | ---------- | ------------------------- | --------- |
| 2015 | Ha*Ash     | Melhor Latam North Artist | Indicado  |
| 2018 | Ha*Ash     | Melhor Latam North Artist | Venceu    |

### MTV Millennial Awards
Os Prêmios MTV Millennial, são alguns prêmios estabelecidos pela MTV para premiar o melhor da geração do milênio, bem como música e filme, além de premiar o melhor do mundo digital.
| Ano  | Recipiente         | Categoria       | Resultado |
| ---- | ------------------ | --------------- | --------- |
| 2015 | «Lo aprendí de ti» | Canção favorito | Indicado  |
| 2015 | Ha*Ash             | Artista do ano  | Indicado  |
| 2016 | «Perdón, perdón»   | Canção favorito | Indicado  |

## Orgullosamente Latino
Prêmios Orgullosamente Latino é o prêmio Latino organizada pelo canal Ritmoson Latino.
| Ano  | Recipiente           | Categoria       | Resultado |
| ---- | -------------------- | --------------- | --------- |
| 2004 | Estés en donde estés | Canção favorito | Venceu    |

## Premios Dial
| Ano  | Recipiente          | Categoria        | Resultado |
| ---- | ------------------- | ---------------- | --------- |
| 2009 | «No te quiero nada» | A melhor Espanha | Venceu    |

## Premios Heat
| Ano  | Recipiente | Categoria                    | Resultado |
| ---- | ---------- | ---------------------------- | --------- |
| 2016 | Ha*Ash     | Melhor grupo pop ou duo rock | Venceu    |

## Premios Juventud
Premios Juventud é uma premiação para os de língua espanhola celebridades nas áreas de cinema, música, esportes, moda e cultura pop, apresentado pela rede de televisão Univision.
| Ano  | Recipiente        | Categoria           | Resultado |
| ---- | ----------------- | ------------------- | --------- |
| 2006 | «Tu mirada en mi» | Canción Corta-venas | Indicado  |
| 2016 | «Perdón, perdón»  | Canción Corta-venas | Venceu    |

## Premios Lo Nuestro
Premio Lo Nuestro é uma premiação anual dos Estados Unidos, apresentado pelo canal Univision, com o intuito de honrar os artistas mais talentos da música latina.
| Ano  | Recipiente | Categoria                          | Resultado |
| ---- | ---------- | ---------------------------------- | --------- |
| 2005 | Ha*Ash     | Melhor Novo Solista ou Grup do Ano | Venceu    |
| 2016 | Ha*Ash     | Grupo Pop ou Duo do Ano            | Indicado  |

## Premios Oye!
Premios Oye! é o mais prestigioso prémio da indústria musical mexicana, presenteado anualmente pela Academia Nacional de la Música, honrando conquistas na arte de gravação musical e provendo suporte à comunidade da indústria musical.
| Ano  | Recipiente | Categoria               | Resultado |
| ---- | ---------- | ----------------------- | --------- |
| 2006 | Ha*Ash     | Grupo Pop ou Duo do Ano | Venceu    |
| 2012 | Ha*Ash     | Grupo Pop ou Duo do Ano | Venceu    |

## Premios SACM
Sociedad de Autores e Compositores de México (SACM).
| Ano  | Recipiente             | Categoria    | Resultado |
| ---- | ---------------------- | ------------ | --------- |
| 2011 | «Te dejo en libertad»  | Sucesso SACM | Venceu    |
| 2012 | «¿De dónde sacas eso?» | Sucesso SACM | Venceu    |
| 2015 | «Perdón, perdón»       | Sucesso SACM | Venceu    |
| 2016 | «Lo aprendí de ti»     | Sucesso SACM | Venceu    |

## Premios Telehit
Prêmios TeleHit é uma premiação entregue pelo canal mexicano Telehit desde 2008.
| Ano  | Recipiente | Categoria            | Resultado |
| ---- | ---------- | -------------------- | --------- |
| 2009 | Ha*Ash     | Artista jovem do ano | Venceu    |
| 2017 | Ha*Ash     | Tour do Ano          | Venceu    |

## Premios Quiero
Prêmios Quiero é uma prêmiação Argentina.
| Ano  | Recipiente            | Categoria               | Resultado |
| ---- | --------------------- | ----------------------- | --------- |
| 2015 | «Perdón, perdón»      | Melhor videoclipe       | Venceu    |
| 2015 | «Perdón, perdón»      | Video Of The Year       | Indicado  |
| 2015 | «Te dejo en libertad» | Melhor videoclipe       | Indicado  |
| 2016 | «Sé que te vas»       | Melhor videoclipe       | Venceu    |
| 2018 | «No pasa nada»        | Melhor videoclipe Woman | Indicado  |
| 2018 | «No pasa nada»        | Melhor videoclipe       | Indicado  |

## Reader's Digest
| Ano  | Recipiente | Categoria           | Resultado |
| ---- | ---------- | ------------------- | --------- |
| 2009 | Ha*Ash     | Marcas de Confianza | Venceu    |

## Vevo Certified Award
| Ano  | Recipiente               | Categoria      | Resultado |
| ---- | ------------------------ | -------------- | --------- |
| 2015 | «Perdón, perdón»         | Vevo Certified | Venceu    |
| 2015 | «Te dejo en libertad»    | Vevo Certified | Venceu    |
| 2016 | «Lo aprendí de ti»       | Vevo Certified | Venceu    |
| 2017 | «¿Qué hago yo?»          | Vevo Certified | Venceu    |
| 2017 | «Ex de verdad»           | Vevo Certified | Venceu    |
| 2017 | «Todo no fue suficiente» | Vevo Certified | Venceu    |
| 2017 | «Sé que te vas»          | Vevo Certified | Venceu    |
| 2018 | «Quédate lejos»          | Vevo Certified | Venceu    |
| 2018 | «100 años»               | Vevo Certified | Venceu    |

## Youtube
| Ano  | Recipiente | Categoria          | Resultado |
| ---- | ---------- | ------------------ | --------- |
| 2018 | Ha*Ash     | Silver Play Button | Venceu    |
| 2018 | Ha*Ash     | Gold Play Button   | Venceu    |